# Alagoinhas
Alagoinhas é um município brasileiro do estado da Bahia, localizado no Agreste deste estado.

## Geografia
O município está localizado no leste da Bahia, no Agreste deste estado, com uma área de 734 quilômetros quadrados. Está situado nas unidades geomórficas dos Tabuleiros do Recôncavo e dos Tabuleiros Interioranos. De clima quente e semi-úmido, possui vegetação de floresta estacional semidecidual e de parque sem floresta de galeria.[carece de fontes?]
Sua geologia pode ser resumida, segundo a CEI e IBMB 1993-1994, em arenitos médios e grosseiros, conglomerados / brechas, paraconglomerados.[carece de fontes?]
A cidade é servida pela malha rodoviária e ferroviária. A BR-101, que corta o Brasil de Norte a Sul, serve a cidade fornecendo importante acesso e meio de escoamento de produtos para cidades do Nordeste como Recife e Aracaju, além de cidades como Vitória e Rio de Janeiro, no Sudeste do país. Também corta a cidade a BR-110, que a une ao Nordeste pelo interior da região. A ferrovia possui na cidade, além do seu papel histórico, um entrocamento que já foi de grande importância para o país e teve o seu declínio de acordo com a subvalorização do transporte ferroviário no país. Possui ainda rodovias estaduais que ligam a cidade à BR 116 e também à Linha Verde.

Segundo dados do Instituto Nacional de Meteorologia (INMET), referentes ao período de 1961 a 1970, 1977 a 1980, 1986 a 1989 (até 31 de março) e a partir de 1992, a menor temperatura registrada em Alagoinhas foi de 10,4 °C em 21 de dezembro de 1962, e a maior atingiu 40,2 °C em 1° de janeiro de 1988 e 20 de Março de 2019. O maior acumulado de precipitação em 24 horas atingiu 181,7 mm em 20 de dezembro de 1999. Outros grandes acumulados foram 121,7 mm em 12 de janeiro de 2011, 112,9 mm em 20 de janeiro de 1964, 109,2 mm em 26 de maio de 1966 e 102,5 mm em 8 de maio de 1963. O mês de maior precipitação foi abril de 1964, quando foram registrados 474,6 mm.
| Dados climatológicos para Alagoinhas | Dados climatológicos para Alagoinhas | Dados climatológicos para Alagoinhas | Dados climatológicos para Alagoinhas | Dados climatológicos para Alagoinhas | Dados climatológicos para Alagoinhas | Dados climatológicos para Alagoinhas | Dados climatológicos para Alagoinhas | Dados climatológicos para Alagoinhas | Dados climatológicos para Alagoinhas | Dados climatológicos para Alagoinhas | Dados climatológicos para Alagoinhas | Dados climatológicos para Alagoinhas | Dados climatológicos para Alagoinhas |
| Mês | Jan                                  | Fev                                  | Mar                                  | Abr                                  | Mai                                  | Jun                                  | Jul                                  | Ago                                  | Set                                  | Out                                  | Nov                                  | Dez                                  | Ano                                  |
| --- | ------------------------------------ | ------------------------------------ | ------------------------------------ | ------------------------------------ | ------------------------------------ | ------------------------------------ | ------------------------------------ | ------------------------------------ | ------------------------------------ | ------------------------------------ | ------------------------------------ | ------------------------------------ | ------------------------------------ |
| Temperatura máxima recorde (°C) | 40,2                                 | 38,3                                 | 40,2                                 | 38,2                                 | 35,5                                 | 33,7                                 | 31,7                                 | 31,7                                 | 34,8                                 | 37,8                                 | 39,5                                 | 38,6                                 | 40,2                                 |
| Temperatura máxima média (°C) | 33,1                                 | 32,9                                 | 32,8                                 | 31                                   | 29,2                                 | 27,5                                 | 27,1                                 | 27,3                                 | 28,7                                 | 30,6                                 | 31,9                                 | 32,7                                 | 30,4                                 |
| Temperatura média compensada (°C) | 26,3                                 | 26,3                                 | 26,4                                 | 25,4                                 | 24,1                                 | 22,7                                 | 21,9                                 | 21,9                                 | 22,9                                 | 24,3                                 | 25,5                                 | 26                                   | 24,5                                 |
| Temperatura mínima média (°C) | 21,3                                 | 21,4                                 | 21,6                                 | 21,3                                 | 20,4                                 | 19,2                                 | 18,1                                 | 17,8                                 | 18,5                                 | 19,5                                 | 20,7                                 | 21,3                                 | 20,1                                 |
| Temperatura mínima recorde (°C) | 14,8                                 | 12,3                                 | 13                                   | 14,2                                 | 11,5                                 | 12                                   | 11,4                                 | 11                                   | 10,8                                 | 12,6                                 | 13,2                                 | 10,4                                 | 10,4                                 |
| Precipitação (mm) | 59,8                                 | 65,4                                 | 75,6                                 | 124,6                                | 153,7                                | 152                                  | 109,3                                | 93,2                                 | 66,7                                 | 48,6                                 | 61,2                                 | 63,2                                 | 1 073,3                              |
| Dias com precipitação (≥ 1 mm) | 6                                    | 7                                    | 8                                    | 12                                   | 15                                   | 17                                   | 17                                   | 16                                   | 10                                   | 6                                    | 6                                    | 5                                    | 125                                  |
| Umidade relativa compensada (%) | 74,2                                 | 75,9                                 | 77                                   | 82,2                                 | 85,5                                 | 87,3                                 | 86,2                                 | 84,9                                 | 81,2                                 | 77,6                                 | 74,9                                 | 73,4                                 | 80                                   |
| Insolação (h) | 230,2                                | 210,8                                | 216                                  | 193,5                                | 187,7                                | 152,2                                | 174,1                                | 170                                  | 192,4                                | 223,5                                | 213,1                                | 221,9                                | 2 385,4                              |
| Fonte: Instituto Nacional de Meteorologia (INMET) (normal climatológica de 1981-2010; recordes absolutos de temperatura: 01/01/1961 a 31/12/1970, 01/01/1977 a 31/12/1980, 01/01/1986 a 31/03/1989 e partir de 01/01/1992) |                                      |                                      |                                      |                                      |                                      |                                      |                                      |                                      |                                      |                                      |                                      |                                      |                                      |

## Demografia
Pelo censo demográfico do Brasil de 2010, a composição demográfica da população se distribui entre 50.109 católicos, 47.253 de religiões evangélicas e 24.929 sem religião.

## Economia
Segundo dados do IBGE, o PIB do município em 2018 foi de R$ 3 962 801,95 bilhões.

## Infraestrutura

### Educação
Em 2012, após a divulgação dos índices do Ideb 2011, Alagoinhas ganhou destaque no noticiário nacional. Com nota 2.8, Alagoinhas não conseguiu atingir a meta de 3.0 imposta pelo MEC para 2011.